# Monardella purpurea
Monardella purpurea är en kransblommig växtart som beskrevs av Howell. Monardella purpurea ingår i släktet Monardella och familjen kransblommiga växter. Inga underarter finns listade i Catalogue of Life.